# Junko Yagami
Junko Yagami (jap. 八神 純子 Yagami Junko; ur. 5 stycznia 1958 w Nagoi) – japońska piosenkarka, kompozytorka i autorka tekstów.
Znana jest też pod takimi pseudonimami jak Yagami Junko, Junko Stanley oraz June Stanley.
Była popularna w latach 70 i 80. Do jej najbardziej znanych utworów należą: „Tasogare no Bay City” oraz „1984”.

## Życiorys
Junko Yagami urodziła się jako najstarsza córka Ryōzō Yagamiego, założyciela i czwartego prezesa przedsiębiorstwa Yagami Mfg. Co. Ltd.. Yagami w wieku 3 lat rozpoczęła naukę gry na pianinie, a także tradycyjnego tańca japońskiego w wieku 6 lat. Yagami wspominała: „Uwielbiałam śpiewać odkąd byłam małą dziewczynką i nadal śpiewałam piosenki The Peanuts i Shirley Bassey pod ścianą w domu”. Ukończyła liceum Aichi Shukuto.
W 1974 roku mając 16 lat, wzięła udział w 8. edycji konkursu Yamaha Popular Song Contest, podczas którego wykonała utwór Ame no hi no hitori goto (jap. 雨の日のひとりごと), który został wydany 10 grudnia tego samego roku nakładem wytwórni Canyon Records/AARD-VARK. Potem zaśpiewała utwór Shiawaseno-ji (jap. 幸せの時), który potem został wydany 10 lutego 1975. Trzy lata później wydano singiel Mizuiro no ame (jap. みずいろの雨), który stał się jej wielkim hitem. W 1980 roku wzięła udział w 31. edycji Kōhaku Uta Gassen.
W latach 80. wydawała wiele popularnych albumów, takich jak COMMUNICATION z 1985 roku.

## Życie prywatne
W 1986 roku wzięła ślub z J.J. Stanleyem.

## Dyskografia

### Albumy
- Omoide wa utsukushi sugite (jap. 思い出は美しすぎて) (1978/06/25)
- Sugao no watashi (jap. 素顔の私) (1979/04/05)
- Mr. Metoropolis (jap. Mr.メトロポリス) (1980/04/21)
- Yumemiru koro wo sugite mo (jap. 夢見る頃を過ぎても) (1982/02/05)
- LONELY GIRL (1983/02/21)
- I WANNA MAKE A HIT WIT-CHOOM (Koi no Smash Hit) (jap. I WANNA MAKE A HIT WIT-CHOOM（恋のスマッシュヒット)) (1983/07/21)
- FULL MOON (1983/12/05)
- JUNKO THE LIVE (1984/11/21)
- COMMUNICATION (1985/02/10)
- Jun (jap. 純) (1985/11/21)
- Yagamania (jap. ヤガマニア) (1986/10/25)
- TRUTH HURTS (1987/11/22)
- LOVE IS GOLD (1989/03/10)
- MY INVITATION (1990/05/31)
- STATE OF AMBER (1991/07/21)
- Mellow Café (1992/09/21)
- Christmas at Junko's (1992/11/01)
- RENAISSANCE (1994/08/21)
- Inside of Myself (1996/08/21)
- So Amazing (1997/12/05)
- VREATH～My Favorite Cocky Pop～ (2012/01/25)
- Here I am ～Head to Toe～ (2013/06/05)
- Choko to watashi (jap. チョコと私) (2014/02/26)

### Single
- Ame no hi no hitori-goto (jap. 雨の日のひとりごと) (1974/12/10)
- Shiawase no ji (jap. 幸せの時) (1975/02/10)
- Omoide ha utsukushi sugite (jap. 思い出は美しすぎて) (1978/01/05)
- Sayonara no kotoba (jap. さよならの言葉) (1978/05/05)
- Mizuiro no ame (jap. みずいろの雨) (1978/09/05)
- Omoide no sukurīn (jap. 想い出のスクリーン) (1979/02/05)
- Polar Star (jap. ポーラー・スタ) (1979/07/25)
- Amai seikatsu (jap. 甘い生活) (1980/02/05)
- Purple Town ~You Oughta Know By Now~ (jap. パープルタウン〜You Oughta Know By Now〜) (1980/07/21)
- Mr. Blue ~Watashi no chikyū~ (jap. Mr.ブルー〜私の地球〜 Mr. Burū ~Watashi no chikyū~) (1980/11/05)
- I'm A Woman (1981/03/21)
- Koi no majikku torikku (jap. 恋のマジック・トリック) (1981/08/21)
- Summer in Summer ~Omoide wa suhada ni yaite~ (jap. サマー・イン・サマー〜想い出は素肌に焼いて〜 Samā in Samā ~Omoide wa suhada ni yaite~) (1982/03/05)
- Touch you, tonight (1982/10/21)
- Love Supreme ~Shijō no ai~ (jap. ラブ・シュープリーム〜至上の愛〜 Rabu Shūpurīmu ~Shijō no ai~) (1983/02/05)
- Koi no Smash Hit ~I Just Wanna Make A Hit Wit-Choo~ (jap. 恋のスマッシュ・ヒット〜I Just Wanna Make A Hit Wit-Choo〜) (1983/07/21)
- NATURALLY (1983/08/05)
- Tasogare no BAY CITY (jap. 黄昏のBAY CITY) (1983/11/21)
- CHEATER (jap. チーター（CHEATER）) (1985/01/05)
- COMMUNICATION (Extended club mix) (1985/03/25)
- Suteki Downtow Jimmy (jap. 素敵ダウンタウン・ジミ Suteki dauntaun jimī) (1985/11/10)
- FUN CITY (1986/05/10)
- Kameleon (jap. カメレオン) (1986/11/10)
- WORKING WOMAN (Ryōsaikenbo) (jap. WORKING WOMAN(良妻賢母)) (1987/11/22)
- TRUTH HURTS (Shinjitsu wa kizutsuku mono...) (jap. TRUTH HURTS (真実は傷つくもの…)) (1988/02/21)
- Señorita (jap. セニョリータ) (1989/03/10)
- 8 Tsuki no etoranze (jap. 8月のエトランゼ) (1990/02/21)
- Eurasian (1992/11/21)
- Tatoe kanawanai yume demo kore de ī (jap. たとえ叶わない夢でもこれでいい) (1993/07/21)
- TEARDROPS (1993/12/21)
- Puesta del sol (2000/07/21)
- Sakura shōsho (jap. さくら証書) (2012/01/25)
- Tsubasa (jap. 翼) (2013/02/20)